# Lansing (Illinois)
Lansing – wieś w Stanach Zjednoczonych, w stanie Illinois, w hrabstwie Cook.